# Кубинка
Кубинка (рус. Кубинка) град је у Русији у Московској области. Према попису становништва из 2010. у граду је живело 22964 становника.

## Становништво
| 1970. | 1979. | 1989. | 2002.  | 2010.  |
| ----- | ----- | ----- | ------ | ------ |
| 7.295 | 8.297 | 8.019 | 26.158 | 22.964 |